# ノエル・キャロル
ノエル・キャロル（Noël Carroll、1947年 - ）は、アメリカ合衆国の哲学者。分析美学の研究で知られる。ニューヨーク市立大学卓越教授。

## 学歴
- 1969年、ホフストラ大学哲学科卒業。
- 1970年、ピッツバーグ大学哲学修士。
- 1974年、ニューヨーク大学映画学修士。
- 1976年、イリノイ大学シカゴ校哲学修士。
- 1976年、ニューヨーク大学映画学博士。
- 1983年、イリノイ大学シカゴ校哲学博士。

## 人物
キャロルは映画研究と哲学の両方で博士号を取得している。1972年から1988年にかけて、映画、演劇、パフォーマンス、美術を扱うジャーナリストとして働いた。これらの初期の記事の多くは、2011年に出版された著書『 Living in an Artworld』に収録されている。
有名な著作として、ホラー（小説、物語、ラジオ、映画）の美学を検証した『ホラーの哲学』（1990年）、芸術批評の目的と方法論を整理した『批評について』（2009年）、1970年代以降のアメリカの大学で映画研究と映画理論を支配してきたジャック・ラカンの精神分析学、ルイ・アルチュセールのマルクス主義、ロラン・バルトの記号論などの大陸哲学系の思想を批判した『Mystifying Movies』（1988年、未邦訳）がある。
2002年にダンスの哲学的研究によりグッゲンハイム・フェローを受賞した

## 邦訳著書
- 『批評について――芸術批評の哲学』、勁草書房、2017年12月1日。（On Criticism, London, Routledge, 2009.）
- 『ホラーの哲学――フィクションと感情をめぐるパラドックス』、フィルムアート社、2022年9月24日。（The Philosophy of Horror, or Paradoxes of the Heart, New York, Routledge, 1990.）